# Hermanos Chudnovsky
Los Hermanos Chudnovsky (David, 1947; Gregory, 1952; denominados en inglés como Chudnovsky brothers) son matemáticos conocidos por su habilidad matemática y de construcción de supercomputadores caseros, ambos trabajando juntos en los proyectos. En el año 1992 un artículo en el New Yorker mencionaba que según la opinión de muchos matemáticos Gregory Chudnovsky era uno de los mejores matemáticos vivos del mundo. Su hermano David Chudnovsky trabaja colaborando con él y le asiste en su enfermedad de miastenia gravis.

## El algoritmo Chudnovsky
El algoritmo implementa una serie de convergencia rápida siguiendo una serie hipergeométrica, empleada en el cálculo de alta precisión de los dígitos de pi. Se fundamenta en una fórmula de Ramanujan y parece ser la empleada en los cálculos de pi de comienzos del siglo XXI.

### En inglés
- Mountains of Pi, the New Yorker, 1992.
- Capturing the Unicorn, the New Yorker, 2005.
- NOVA scienceNOW - A 10 minute video of the NOVA broadcast that aired on PBS, 26 de julio de 2005. Hosted by Robert Krulwich. The Chudnovsky brothers and "the Metropolitan Museum of Art's celebrated unicorn tapestry [that] was surprisingly difficult to photograph. Find out why."

- Datos: Q1174002